# Zalasowa
Zalasowa – wieś w Polsce, położona w województwie małopolskim, w powiecie tarnowskim, w gminie Ryglice, na północnym krańcu Pogórza Ciężkowickiego.

## Części wsi
Integralnymi częściami wsi są: Dolce, Głęboczka, Koniec od Ryglic, Koniec od Szynwałdu, Na Górach, Piekło, Podkościele, Podlesie, Pola, Przymiarki, Stawiska, Świnia Góra, W Dolnym Dole, Wolniki, Wymyśle. Niestandaryzowaną nazwą części wsi jest Podlesie Zachodnie.

## Historia
Pierwsza wzmianka o Zalasowej pochodzi z 1362 r., a w 1416 r. wzmiankowany jest kościół i parafia św. Jana Apostoła w Zalasowej. W latach 70. XVI wieku wieś znajdowała się w powiecie pilzneńskim w województwie sandomierskim i była własnością wojewody kijowskiego Konstantego Wasyla Ostrogskiego. W 1850 r. zbudowano istniejący do dziś kościół parafialny pw. św. Jana Apostoła. W latach 1975–1998 miejscowość administracyjnie należała do województwa tarnowskiego.

## Zabytki
Obiekt wpisany do rejestru zabytków nieruchomych województwa małopolskiego.
- Kościół parafialny pw. św. Jana Ewangelisty.

### Inne zabytki
- Cmentarz wojenny nr 166 – Zalasowa

## Galeria zdjęć

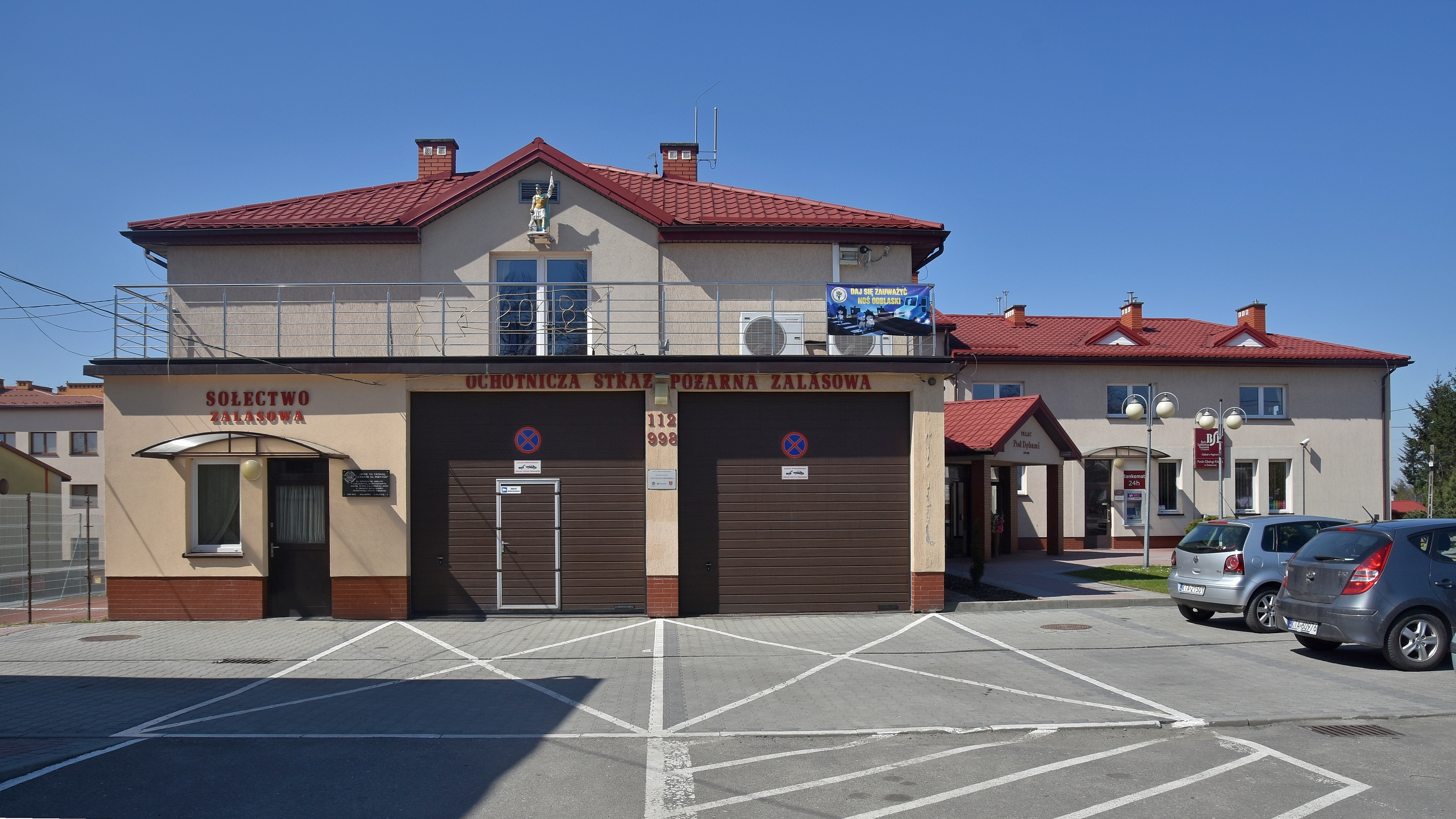
Siedziba sołectwa i straży
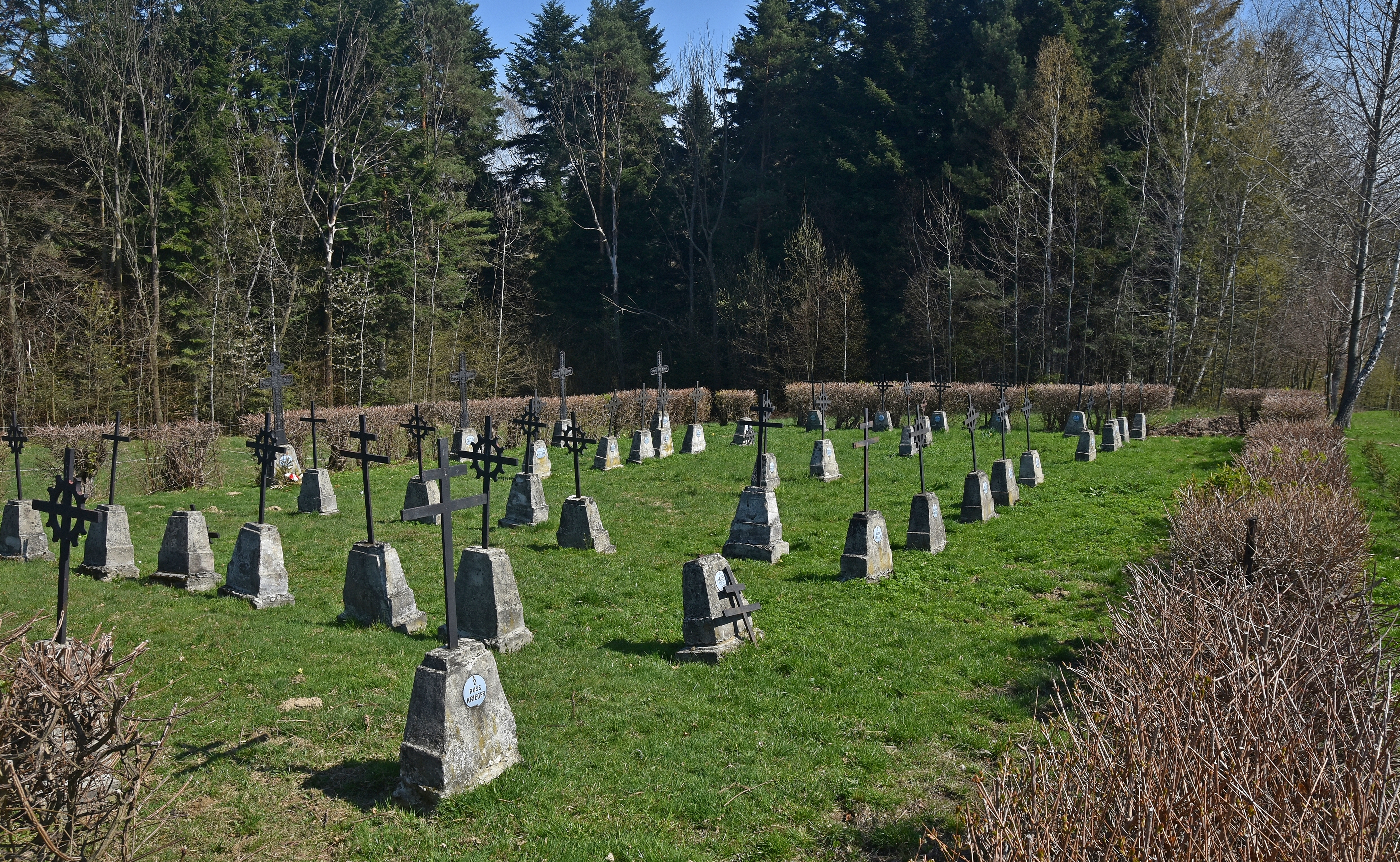
Cmentarz wojenny nr 166
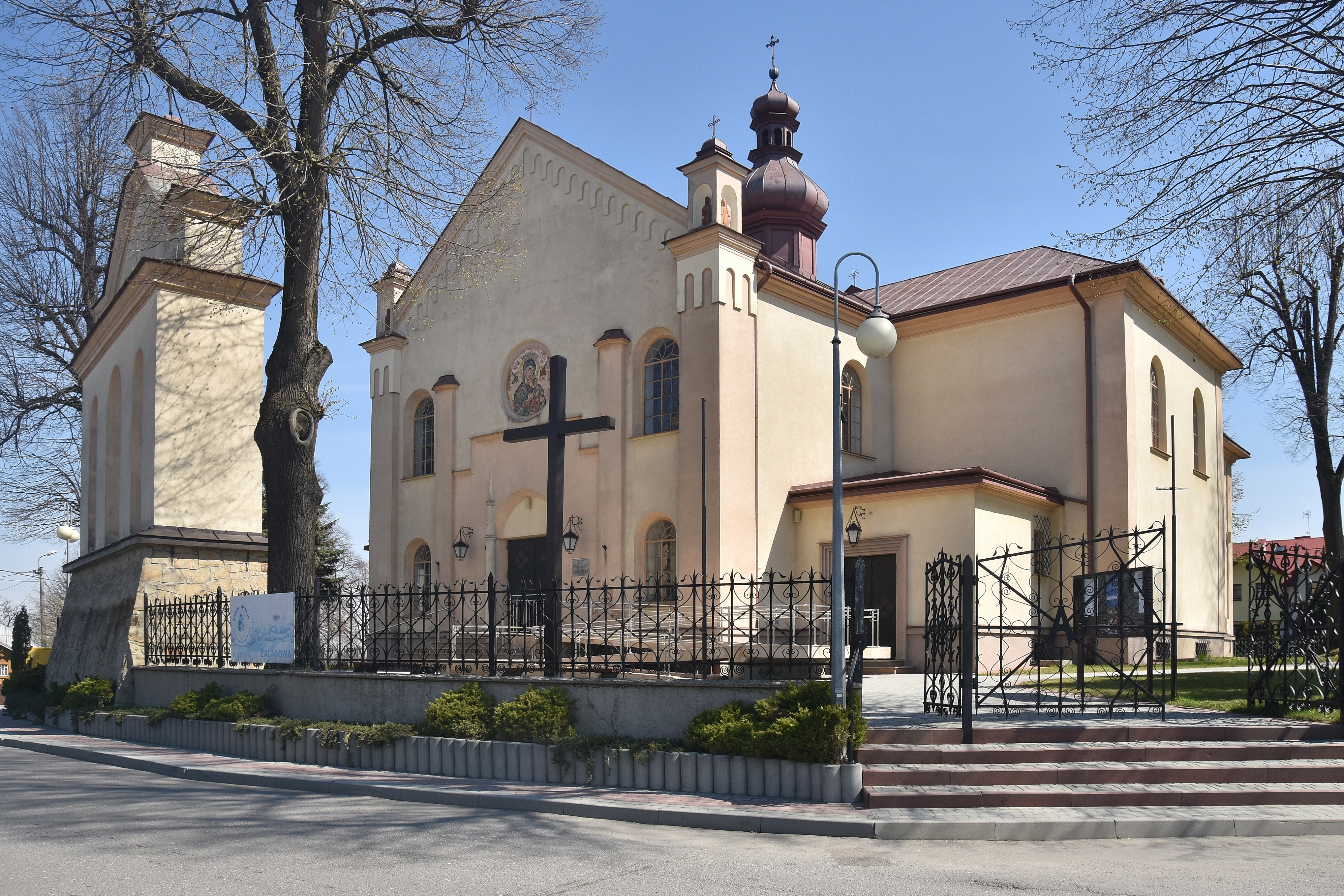
Kościół parafialny